# Rosendo Álvarez Cortés

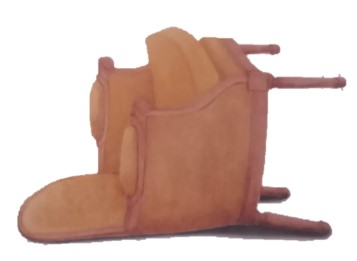
Silla caída

Rosendo Álvarez Cortés (Madrid, España 21 de junio de 1961 – ibid., 5 de julio de 2018) fue un pintor y artista visual español que experimentó a lo largo de su trayectoria distintos lenguajes, si bien su principal ámbito de trabajo fue la figuración, y específicamente la representación de espacios arquitectónicos, objetos y figuras humanas a través de los cuales planteó reflexiones psicológicas, filosóficas y culturales. Sus obras promueven la participación consciente del espectador como generador de posibles respuestas a las más importantes cuestiones que afectan a la humanidad.
Con una carrera artística ampliamente reconocida a nivel internacional, expuso en Alemania, Gran Bretaña, Portugal, Francia y Países Bajos. Concentró en este último país la mayoría de sus éxitos, participando allí en cerca de treinta exposiciones. En España expuso en las galerías Término (Madrid),  Metta (Madrid),  Carmen de la Calle (Jerez) y Robayera (Cantabria).

## Formación
Tras realizar los estudios de bachillerato en el Instituto Calderón de la Barca de Madrid, estudió en la Universidad Nacional Española a Distancia, obteniendo el título de Licenciado en Geografía e Historia (1985).
De formación autodidacta, destacó desde el principio por sus capacidades expresivas utilizando la pintura como medio.
Ligado a la Movida madrileña, trabajó en un estudio en el barrio de Malasaña que compartía con los artistas Mateo Maté y José Eugenio Marchesi. Mantuvo relación con otros artistas como Óscar Seco, Alfonso Sicilia, Eugenio Benet e Isidro Blasco. Entre los críticos de arte con los que se relacionó puede destacarse a Irene Verhiel, Cees van der Geer, Roos van Put, Tomás Paredes, Bernardo Palomo, Alberto González-Alegre y Suset Sánchez.
Su amor por el conocimiento era incansable y contó con una extraordinaria capacidad de análisis y reflexión acerca de un amplio número de temas, destacando especialmente su interés por la estética, el arte, los sentimientos y la capacidad del ser humano para conocerse y conocer.
Fue un incansable lector. Le interesó especialmente el terreno de la Filosofía. Conoció la obra de Weber, Foucault, Bergson, Samuel Alexander, Aranguren y Zambrano, entre otros autores. 
Sus gustos musicales eran también muy extensos. Sentía curiosidad por todo tipo de música,  que estudiaba con audiciones y lecturas. Le interesaron compositores como Mozart, Beethoven, Chopin, Tchaikovsky, Monteverdi o Benjamin Britten, entre muchos otros, así como las escolanías y el canto espiritual cristiano. Escuchaba, así mismo, toda clase de jazz, soul, gospel y música étnica.
De su cultura cinematográfica puede destacarse el interés hacia el neorrealismo italiano y la nouvelle vague francesa.

## Biografía
Creció en el seno de una reducida familia madrileña con dificultades económicas.
Después de una vida llena de trabajo, estudio y reflexión, falleció a la edad de 57 años tras una enfermedad que le impidió continuar con su labor pictórica durante los años previos a su muerte.

## Carrera profesional
Sus cualidades para la pintura sorprendieron al contexto que le rodeó desde el inicio de su carrera, viéndose rápidamente reconocidas con exposiciones en el Madrid de la “Movida” en entornos informales como garajes y bares, pero también en el extranjero (Bessenwirtschaft, Berlín, Alemania 1987). Expuso en 1988 en el Instituto Cervantes en Londres (Gran Bretaña) impulsado por el Departamento de Cultura de la Embajada de España, así como en el National Maritime Museum de Greenwich en ese mismo año.

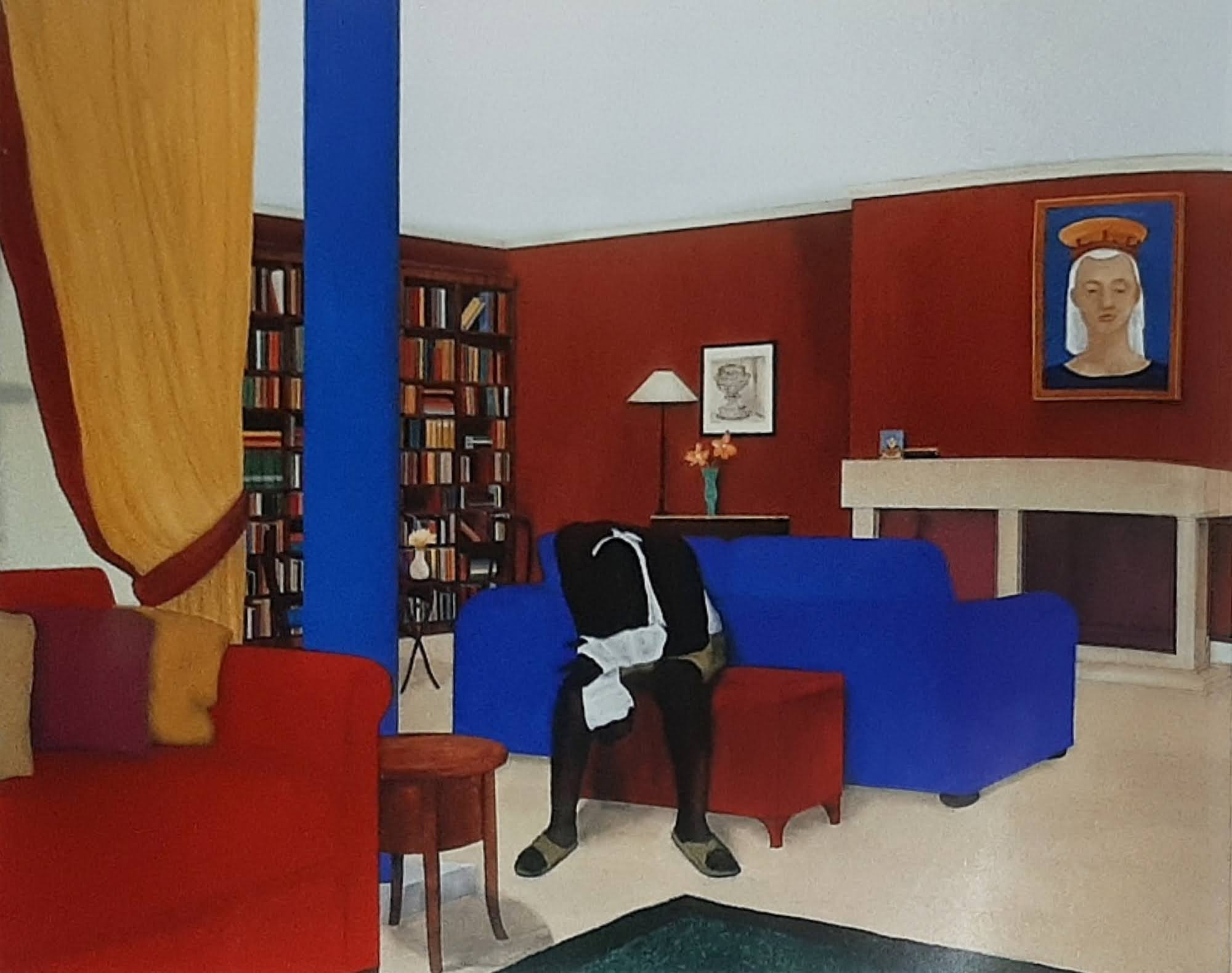
Álvarez, R. (2000) What make our homes beautiful? II [acrílico sobre lienzo, 190 x 155 cm].

En 1989 fue galardonado con el Primer Premio del Certamen Jóvenes Artistas Madrileños, otorgado por el Ayuntamiento de Madrid. En el mismo año tuvo un accésit en los Premios L’Oreal por una obra escultórica. La galería Término se interesó por su trabajo y, tras participar en la exposición colectiva Cuatro artistas, Tres genios en 1989, organizó una muestra individual de su obra en el mismo año, en la cual cosechó un importante éxito. Ello le llevó a ser seleccionado para exponer en la Feria de Arte Contemporáneo ARCO 1990, que había nacido ocho años antes y que en ese momento contribuyó decisivamente a reinsertar el arte contemporáneo español en el panorama internacional. Su obra recibió comentarios en la prensa española, viéndose como un pintor que estaba “consolidándose como uno de los nombres a tener en cuenta”. (El Punto de las Artes, 8 de febrero de 1990). Este contexto le sirvió para entrar en contacto con la galería holandesa Schröder, situada inicialmente en Valkenswaard y más tarde en La Haya. Con ella desarrolló hasta veinte exposiciones durante trece años en el periodo entre 1991 y 2004. 
La fundación VIA in Artes (Valkenswaard-Países Bajos)  le concedió dos becas para ampliar estudios. La primera de ellas duró cuatro meses y la llevó a cabo en Países Bajos (Valkenswaard). La segunda fue de un año de duración y la desarrolló en Roma. Ambas estancias le sirvieron para ampliar sus conocimientos, establecer contactos con otros artistas como Luis Mayo y Lita Cabellut, así como a desarrollar nuevas experiencias en su producción. Durante el periodo en el que realizó exposiciones individuales casi cada dos años con la galería Schröder, expuso también con otras galerías neerlandesas como Kadans (La Haya), Hof & Huyser (Amsterdam) y Hüstege (Den Bosch). En ese periodo expuso casi una treintena de veces, lo que denota la intensa actividad y creatividad del artista. Trabajó también de forma ocasional con galerías de arte en Francia como la Art Jonction Niza y La Pommerie -Saint-Sètiers (1998 y2006).
En el ámbito internacional su pintura despertó un enorme interés, encontrando un importante mercado que demandaba y compraba casi todo lo que producía para cada exposición. La galerista Anita Schröder pasó a tener una gran importancia en su vida, no solo por el impulso que imprimió desde la galería Schröder a su producción, sino también por construir un fuerte vínculo de amistad y apoyo al artista.
En 2005 la Galería Schröder cerró, lo que supuso un importante bache en su carreta. Sin embargo, en este momento encontró la oportunidad de ocuparse más intensamente de su producción, alcanzando en esta etapa una mayor libertad expresiva y una profundización en los temas que le venían interesando. Atraviesa entonces diferentes etapas en las que se evidencia la riqueza de su lenguaje plástico, su flexibilidad y la coherencia conceptual de su obra.
Entre 1996 y 2008 expuso en España a través de galerías como Almirante (Madrid) y, en los últimos años, Metta (Madrid).

## Trabajo artístico
“Las pinturas de Rosendo Álvarez no tienen nada de secundario. En los cuadros que, a primera vista, parecen sacados de la vida cotidiana [...] elabora una tradición figurativa centenaria, donde la representación veraz se refiere más bien a estados de ánimo universales (sentimientos de angustia, soledad inconsolable) que a una historia individual. Pero cuanto más se estudian sus cuadros, más evidente resulta que hay una profunda ambivalencia en su atmósfera. Inexorable e inevitable.

Como un director que coloca todos los elementos en el orden correcto para lograr un clímax impresionante que nos mantiene atrapados mucho tiempo después de que haya pasado, Álvarez muestra un momento corto, con un efecto largo” (Van Put, 1999).
Junto a su producción artística dejó poemas y escritos relativos a vivencias e intenciones artísticas, así como reflexiones existenciales. Pese a no haber sido nunca publicadas, esta producción escrita posee un alto valor, pudiendo decirse que Rosendo Álvarez llegó a elaborar un corpus teórico de su propia obra.

### Estilo, influencias y etapas

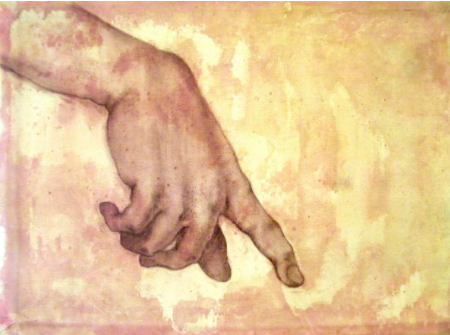
Álvarez, R. (1990) Estigma (B) [acrílico sobre tela, 59 x 84 cm].

Su aprecio por la riqueza del mundo clásico le llevó a la cita de sus predecesores en la Historia del Arte, mostrando una particular fascinación por los artistas del primer Renacimiento (Van Put 1999).
“La riqueza de sus superficies, sobre las que dibuja formas barrocas y arquitecturas, consiguen aunar modernidad y clasicidad en un lenguaje muy de actualidad” (El Punto de las Artes, 2 de agosto de 1990).
El propio artista reconoció en entrevistas celebradas durante los primeros años 2000 su deuda con artistas modernos y contemporáneos como Hogarth, Goya, Balthus y Hopper. De Hogarth le interesaba la mirada inquisitorial que proyectaba, mientras que de Goya le atraía la sensación de obra abierta. El estilo perturbador de Balthus y las inquietantes escenas de Hopper en las que, en palabras del artista “todo pasa sin que aparentemente pase nada”, inspiraron algunas de sus series de interiores (Moñivas, 2002).

La paleta de colores de su obra es muy característica. Los tonos quebrados de las primeras etapas, que mezclaba incluso con áridos de distinta granulometría, dieron paso a colores muy puros y saturados que recuerdan la obra de Miguel Ángel, Jacopo Bassano, Jacopo Pontormo e incluso El Greco, así como la Escuela veneciana. Combina tonos cálidos y fríos de gran variedad a menudo a través de superficies planas, si bien tuvo predilección por el rojo bermellón, el azul ultramar y el amarillo cadmio. El mismo autor dice:
“Los colores me encantan. Los colores dan la peculiaridad de cada objeto. Un mismo objeto es totalmente diferente en un color y en otro. Los colores llevan historia. [...] estéticamente no funcionaría de otra manera. El color viene de Holanda, del tiempo que estuve allí becado. Para que un objeto tenga un valor referencial, tiene que ir acompañado de un sentido único.” (Entrevista para la revista DiseñArte, nº 6.)

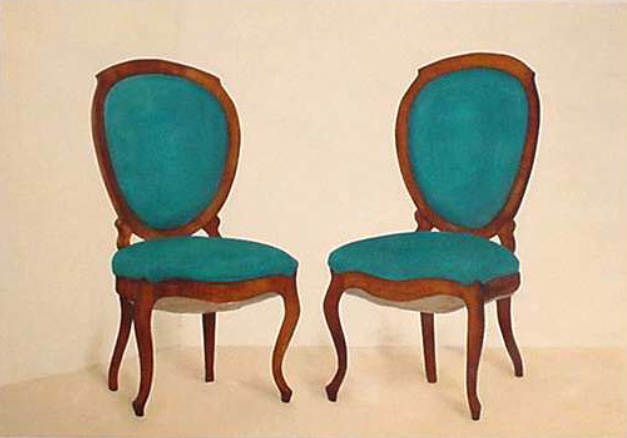
Álvarez, R. (2004) Ausencias / Absences [acrílico sobre papel, 76 x 107 cm].

Desde su interés constante por la búsqueda de un lenguaje propio, Rosendo Álvarez recorrió a lo largo de su producción diversas etapas que denotan una importante versatilidad. 
Tras un breve paso por el simbolismo abstracto (1987-1988), se orientó hacia el lenguaje figurativo, el cual le proporcionaba resultados más narrativos e intensos acordes a su deseo de expresar sus inquietudes. 
Sus obras se centran a partir de entonces en la representación de cuerpos humanos en distintas actitudes, espacios interiores habitados y objetos que pueblan dichos espacios. Según la revista Artenotes nº 22, se trataba de “…metáforas visuales, juegos ópticos y una mirada extrañada sobre los interiores domésticos, sobre esos paisajes conformados que rodean nuestra cotidianidad”. 
Toda su obra está llena de humanidad. En palabras de Cary Barney:
“Las habitaciones” de Rosendo son espacios teatrales en los que la cruda tragedia clásica y la sardónica comedia negra son representadas por sillas, mesas, tocadores, armarios, lámparas y alfombras.  Cada uno adquiere no sólo un aspecto animado, determinado por rasgos que antropomorfizamos subliminalmente en bocas, ojos, brazos, pies o actitudes, sino también una escena.  Las agrupaciones de sillas parecen estar en grave conferencia, compartiendo una broma, o se ignoran entre ellas”. (Barney, 2006).

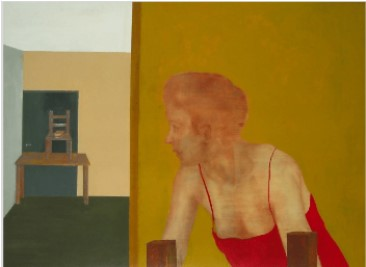
Álvarez, R. (1997) El miedo II [acrílico sobre lienzo, 46 x 60 cm].

La historiadora del arte holandesa Roos Van Put ha señalado que Rosendo Álvarez era un artista preocupado por los acontecimientos de una sociedad donde el sufrimiento se expresa en todas las formas posibles. Según Van Put, Rosendo Álvarez se pregunta acerca de todo lo que le rodea, y lo hace desde diferentes puntos de vista:
“A veces los cuadros consisten en desahogos poéticos, otras veces no. Álvarez expresa con humor o con cinismo sus pensamientos sobre aspectos como la vida y la muerte”. (Van Put, 1999).
Su obra, de carácter siempre más sugerente y filosófica que descriptiva, encierra una mirada crítica hacia la actualidad y el devenir de los problemas humanos. En este sentido ha sido descrita como perturbadora, misteriosa, molesta e incompleta. Parece invitar al espectador a ir más allá de lo que se muestra y provoca una acción de búsqueda, de resolución o de restablecimiento del equilibrio. 

### Técnica
Rosendo Álvarez utilizó sobre todo pintura acrílica sobre lienzo de diversas dimensiones, pero también lápiz, conté y dibujo a tinta sobre papel. En su obra se pueden encontrar también otros medios y materiales con los que experimentó de manera puntual, como sucede con el uso de cartón, telas, madera y cuerdas para la confección de montajes. Así mismo, creó obras pictóricas que se transforman en instalaciones o piezas escultóricas al poder ser plegadas, y que estaban pensadas para ubicarse sobre superficies horizontales. En los inicios de su trabajo también experimentó con la adhesión de tierras y diversas sustancias en la superficie de los lienzos dedicados principalmente a la representación de plantas, alzados y elementos arquitectónicos:
“Los lienzos pintados por Rosendo Álvarez Cortés resaltan con gran belleza ... Pinta figuras vagas, fantasmas. Se han colocado literalmente de forma transparente, de modo que sus lienzos casi parecen frescos en las paredes”. (Verhiel, 1991)

### Obra en colecciones
- Colección Testimonio, La Caixa, Barcelona, España.
- Museo de la Real Academia de Bellas Artes de San Fernando, Madrid, Sección de Dibujo, España.
- Colección Municipal de Miengo, Cantabria, España.
- Colección Schröder Fundation, Den Haag (La Haya), Holanda.
- Diversas colecciones privadas en Europa.

## Becas y premios
- 2006 Residencia en La Pommerie, Saint Setiers, Francia.
- 1999 Residencia en La Pommerie, Saint Setiers, Francia..
- 1990 Schröder Fundation. Países Bajos. Beca para trabajar durante 12 meses en Roma, Italia
- 1989 V.I.A. in Artes. Beca para residir durante 4 meses en Valkenswaard, Países Bajos.
- 1989 Accésit Premios L’Oreal, Madrid, España.
- 1989 Primer Premio Jóvenes Creadores, Ayuntamiento de Madrid, España.